# Vilar (Marojo)
Vilar (en gallego y oficialmente, O Vilar) es una aldea española situada en la parroquia de Marojo, del municipio de Arzúa, en la provincia de La Coruña, Galicia.

## Demografía
| Gráfica de evolución demográfica de Vilar entre 2000 y 2018 |
|                                                             |
| Datos según el nomenclátor publicado por el INE.            |